# Las Médulas
Las Médulas – niewielka wioska w hiszpańskiej prowincji León, około 20 kilometrów od miasta Ponferrada. Zachowały się tu pozostałości starożytnej rzymskiej kopalni złota. Rzymianie drążyli tunele w tutejszych skałach, a następnie przepuszczali przez nie wodę, która rozmywała skały. Współcześnie miejsce to pełne jest nagich, czerwonych zboczy - zerodowanych w ciągu kilkunastu wieków, jakie upłynęły od działalności człowieka.
W 1997 roku rzymskie kopalnie w Las Médulas wpisano na listę światowego dziedzictwa UNESCO.